# Lithasia duttoniana
Lithasia duttoniana är en snäckart som först beskrevs av I. Lea 1841.  Lithasia duttoniana ingår i släktet Lithasia och familjen Pleuroceridae. IUCN kategoriserar arten globalt som sårbar. Inga underarter finns listade i Catalogue of Life.